# 成瀬正成
成瀬 正成（なるせ まさなり）は、戦国時代から江戸時代初期にかけての武将、大名。犬山藩初代藩主で、尾張藩の附家老。成瀬正一の長男。母は熊谷直連の妹。通称は小吉、従五位下に叙任後は隼人正を名乗る。

## 生涯
永禄10年（1567年）、徳川氏の家臣・成瀬正一の子として誕生した。
幼少の頃より小姓として徳川家康に仕える。天正12年（1584年）には小牧・長久手の戦いで小姓組に属して初陣し、勇敢に敵陣に飛び込み兜首ひとつを挙げ、この功積により家康より500石と脇差を賜る。
天正13年（1585年）には、羽柴秀吉（後の豊臣秀吉）の攻撃で四散した根来衆50名を与えられ、17歳にして一軍の将となる。この鉄砲隊が後に根来組といわれる百人組の部隊である。また、天正18年（1590年）の小田原征伐で功を挙げ、豊臣政権に服従した家康が関東に移封されると下総国葛飾郡栗原4,000石を与えられた。江戸では四谷に屋敷を与えられ、組下の根来組を内藤新宿に配置し、甲州街道の防衛にあたった。
朝鮮出兵を控えての大坂での馬揃えでは、豊臣秀吉の目に留まり、5万石で召抱える旨を言い渡されたが、二君に仕えずとして涙を流し、「どうしてもというのであれば腹を切る」と固辞したという逸話がある。
慶長5年（1600年）の関ヶ原の戦いでは家康の使番を務める一方で、根来組100人を率いて麾下の先鋒を務め、功績を挙げる。この時の功により堺奉行に抜擢される。その後、家康の老中（家老）となって本多正純、安藤直次らと共に政務の中枢、江戸幕府初期の幕政に参与した。また、幕府直轄領であった甲斐国内に2万石、三河国加茂郡内に1万石を与えられて3万4,000石の大名となった。
慶長12年（1607年）、従五位下に叙せられ、隼人正を称した。慶長15年（1610年）に尾張徳川家の祖・徳川義直の補佐役となり、尾張藩創成期の藩政を指揮し、その確立に功績を残した。
また、尾張藩の附家老として死去した平岩親吉の軍勢を指揮[1]して義直に従うだけでなく、駿河年寄として安藤直次と共に軍議に参加し、諸大名を統制する役割を担った[2]。その後、尾張藩の附家老であった平岩親吉が無継断絶すると、家康より特に乞われて附家老に任じられ、犬山城を与えられた。
慶長19年（1614年）の大坂冬の陣で徳川氏と豊臣氏が和睦したとき、大坂城の堀埋め立て工事の指揮を本多正純、安藤直次らと共に行った。なお、この際に大坂方のお玉という女中が、和睦の条件は惣掘の埋立なのに、外堀や内堀まで埋めていることに抗議すると、「総掘とは総ての堀のことであろう」とからかい、ついに大坂城の堀をすべて埋めてしまったという逸話もある。

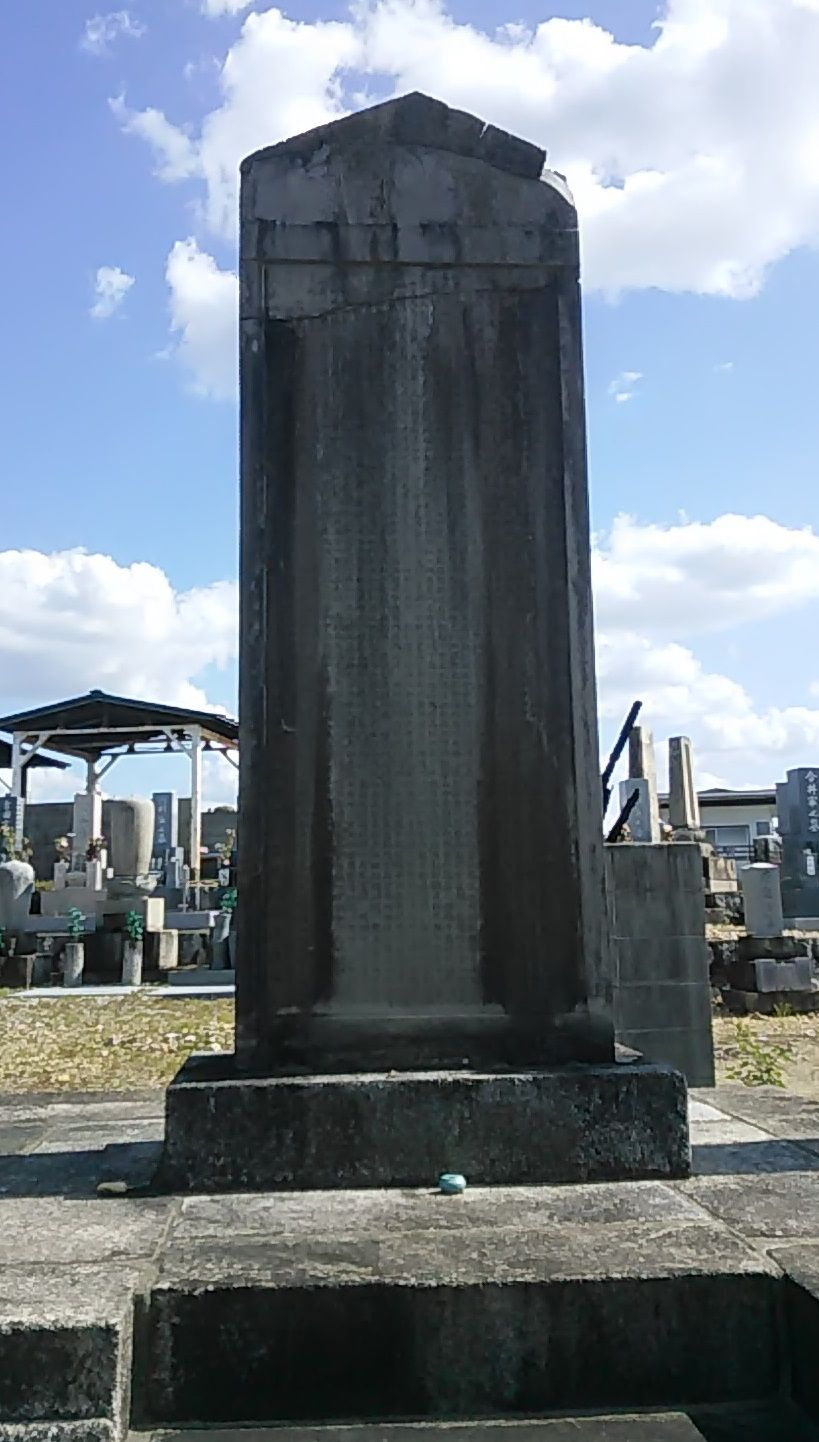
成瀬正成の墓(名古屋市平和公園)

寛永2年（1625年）、59歳で死去した。死に臨んで「大御所（家康）の眠る日光に行く」と言い出して聞かず、家臣達が籠を担いで日光に向かっている振りをした逸話がある。その後、成瀬氏は代々、尾張藩の付家老として仕えた。
成瀬家の菩提寺は臨溪院（愛知県犬山市）と白林寺（名古屋市中区）、このほか宝成寺（千葉県船橋市）も菩提寺となっている。臨溪院の成瀬家墓所には墓碑がある。また白林寺の墓所は名古屋市の戦災復興土地区画整理事業により平和公園に移動した。

## 逸話
- 『葉隠』には成瀬正成の逸話が掲載されている。それによると、徳川義直の家老となった時、家康から、「もし義直が謀反を起こそうとした時はその旨を自分に知らせるように」と言い聞かせ、それを遵守するための起請文を書かせようとしたが、正成は、自分を直属の家老に据えるからには、自分の主は義直一人、もし義直が謀反を起こしたら、自分も家来としてそれに従う、それゆえ、このような起請文を書くことは出来ない、と家康の命令を断ったという[4]。
- 尾張藩が木曽谷を拝領した際に木曽川も賜った逸話について、名古屋城で家康が成瀬正成を呼び、木曽谷及び裏木曽三ヶ村[注釈 2]を尾張藩に与えると沙汰があった。しかし成瀬正成は聞こえないふりをして返事をしなかった。そこで再び家康は一寸と高い口調で同じ言葉を繰り返したところ成瀬正成は頭を下げて「木曽の山川共に拝領、有難く存じ奉る」と申し上げた。このことにより、その後尾張藩は河川の対岸が他藩領であっても、対岸の水際までが尾張藩領となり、舟航・運材・漁労などに好都合となった[5]。

## 系譜
父母
- 成瀬正一（父）
- 熊谷直連の妹（母）

正室、継室
- 森川氏俊の娘（正室）
- 本多正重の娘（継室）

子女
- 成瀬正虎（長男）生母は正室
- 成瀬之成（次男）生母は正室
- 板倉重宗室